# Winters (Californie)
Pour les articles homonymes, voir Winters.
Winters est une ville du comté de Yolo en Californie, aux États-Unis.

## Démographie
| 1880 | 1900 | 1910 | 1920 | 1930 | 1940  |
| ---- | ---- | ---- | ---- | ---- | ----- |
| 523  | 785  | 910  | 903  | 896  | 1 133 |

| 1950  | 1960  | 1970  | 1980  | 1990  | 2000  |
| ----- | ----- | ----- | ----- | ----- | ----- |
| 1 265 | 1 700 | 2 419 | 2 652 | 4 639 | 6 125 |

| 2010  | - | - | - | - | - |
| ----- | - | - | - | - | - |
| 6 624 | - | - | - | - | - |